# Región de Katavi
La región de Katavi (suajili: Mkoa wa Katavi) es una región de Tanzania ubicada en el oeste del país, entre las costas de los lagos Tanganica y Rukwa. Su capital es la ciudad de Mpanda.
Fue creada en 2012 al separarse de la vecina región de Rukwa. En 2022 tenía una población de 1.152.958 habitantes.
En su territorio se ubica el parque nacional de Katavi.

## Subdivisiones
Comprende una ciudad y 2 valiatos (población en 2012):
- Ciudad de Mpanda (102 900 habitantes)
- Mlele (282 568 habitantes)
- Mpanda (179 136 habitantes)